# 폭렬무적 반가이오
《폭렬무적 반가이오》는 트레저가 제작한 1999년 진행형 슈팅 게임이다. 본래 닌텐도 64용으로 1999년 9월 3일 일본에서 출시됐으며, 얼마 후 게임플레이 변경점과 강화된 그래픽이 담긴 드림캐스트 이식판이 발매됐다. 북미 및 유럽 지역에선 드림캐스트판만이 《반가이오》라는 제목으로 출시됐다.
플레이어는 원거리 무기를 장착한 화면상 소형 메카를 조종하며, 거대한 스테이지를 누비면서 적들에게 다수의 미사일을 발사하며 격추하고 보스를 쓰러뜨리는 것이 목표이다.
《반가이오》는 트레저의 프로그래머 야이다 미츠루가 제안한 게임으로, 그가 화면 상 표시할 수 있는 발탄의 수를 최대로 늘리기 위해 스스로 도전하는 과정에서 탄생했다. 인터뷰에서 1984년 일본 PC 게임 《호버 어택》에서도 영감을 받았다고 밝혔다.
후속작으로 2008년 닌텐도 DS용 《반가이오 스피리츠》, 2011년 엑스박스 360용 《반가이오 HD: 미사일 퓨리》 두 작품이 출시됐다.

## 반응
《폭렬무적 반가이오》는 닌텐도 64판과 드림캐스트판 모두 대체로 긍정적인 평가를 받았다. 평론가들은 트레저 게임들이 공유하는 독특한 게임플레이와 폭발적인 색채에 대해 호평을 내렸다.

## 참조

### 내용주
1. ↑  일본어: 爆裂無敵 バンガイオー
2. ↑  영어: Bangai-O
3. ↑  Average of three reviews: 7, 9, and 9.